# Мідвей (Кентуккі)
Мідвей (англ. Midway) — місто (англ. city) в США, в окрузі Вудфорд штату Кентуккі. Населення — 1718 осіб (2020).

## Географія
Мідвей розташований за координатами 38°9′19″ пн. ш. 84°40′45″ зх. д. / 38.15528° пн. ш. 84.67917° зх. д. (38.155263, -84.679057).  За даними Бюро перепису населення США в 2010 році місто мало площу 2,75 км², з яких 2,75 км² — суходіл та 0,00 км² — водойми.

## Демографія
Згідно з переписом 2010 року, у місті мешкала 1641 особа в 643 домогосподарствах у складі 397 родин. Густота населення становила 597 осіб/км².  Було 714 помешкання (260/км²).
Расовий склад населення:
| - 90,2 % — білих - 6,8 % — чорних або афроамериканців - 0,4 % — азіатів - 0,1 % — вихідців з тихоокеанських островів - 0,1 % — корінних американців |

До двох чи більше рас належало 1,8 %. Частка іспаномовних становила 2,0 % від усіх жителів.
За віковим діапазоном населення розподілялося таким чином: 20,5 % — особи молодші 18 років, 66,3 % — особи у віці 18—64 років, 13,2 % — особи у віці 65 років та старші. Медіана віку мешканця становила 39,0 року. На 100 осіб жіночої статі у місті припадало 67,1 чоловіків;  на 100 жінок у віці від 18 років та старших — 60,3 чоловіків також старших 18 років.
Середній дохід на одне домашнє господарство  становив 61 463 долари США (медіана — 52 117), а середній дохід на одну сім'ю — 73 995 доларів (медіана — 68 542). Медіана доходів становила 31 875 доларів для чоловіків та 39 583 долари для жінок. За межею бідності перебувало 12,1 % осіб, у тому числі 13,3 % дітей у віці до 18 років та 0,9 % осіб у віці 65 років та старших.
Цивільне працевлаштоване населення становило 915 осіб. Основні галузі зайнятості: освіта, охорона здоров'я та соціальна допомога — 25,4 %, мистецтво, розваги та відпочинок — 13,6 %, роздрібна торгівля — 12,6 %.